# Бірґер Андерссон (тенісист)
Бірґер Андерссон (швед. Birger Andersson; нар. 26 березня 1951) — колишній шведський тенісист.
Найвищу одиночну позицію світового рейтингу — 88 місце досяг 26 червня 1975 року.
Здобув 1 одиночний титул.
Найвищим досягненням на турнірах Великого шолома було 3 коло в одиночному розряді.

## Career Фінали

### Одиночний розряд: 1 (1 перемога)
| Результат | W-L | Дата | Турнір               | Покриття | Суперник    | Рахунок                 |
| --------- | --- | ---- | -------------------- | -------- | ----------- | ----------------------- |
| Перемога  | 1–0 | 1975 | Алжир (місто), Алжир | Ґрунт    | Нікола Шпер | 5–7, 2–6, 6–0, 6–1, 6–2 |